# Gallatin Range

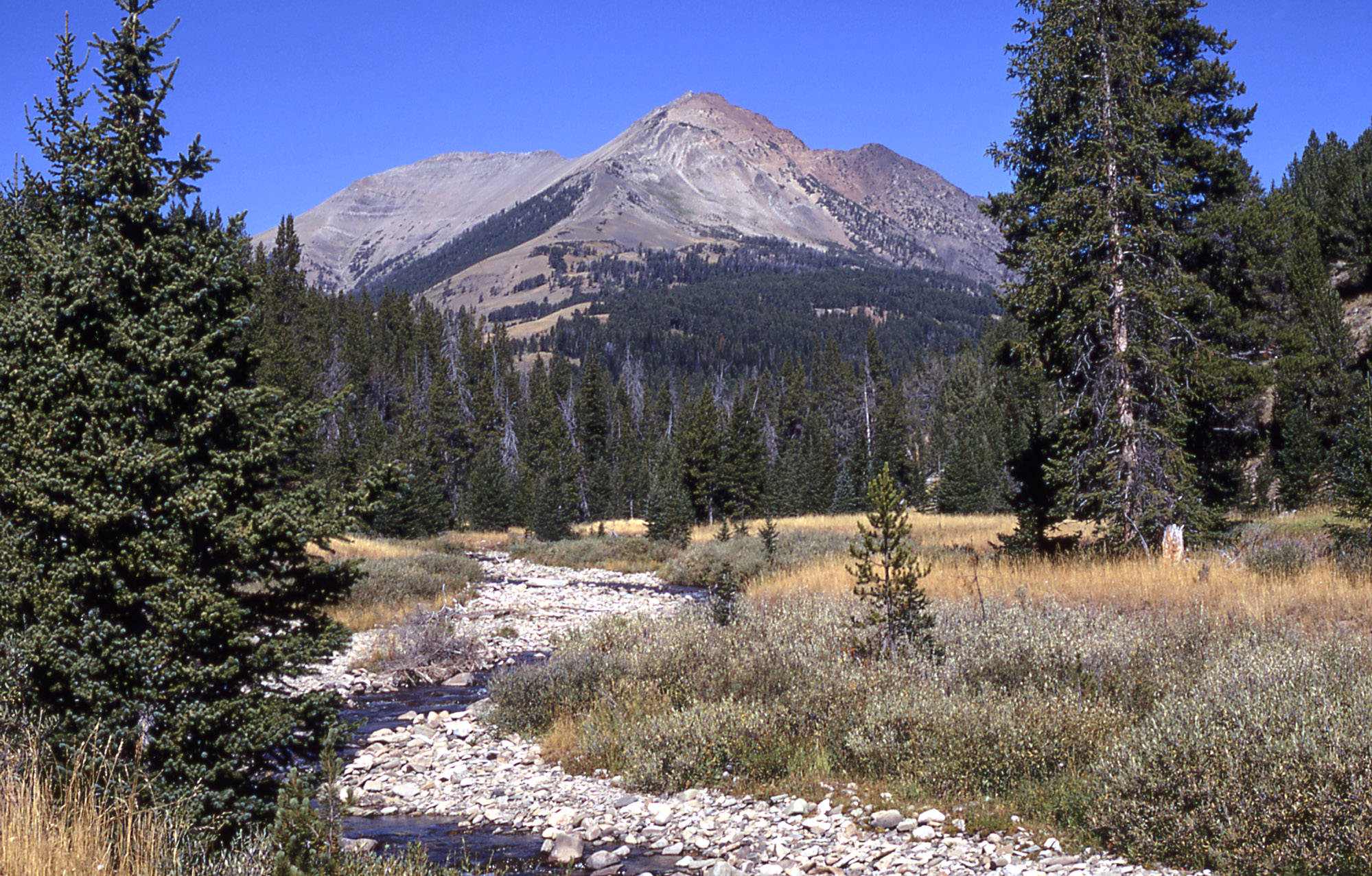
Electric Peak

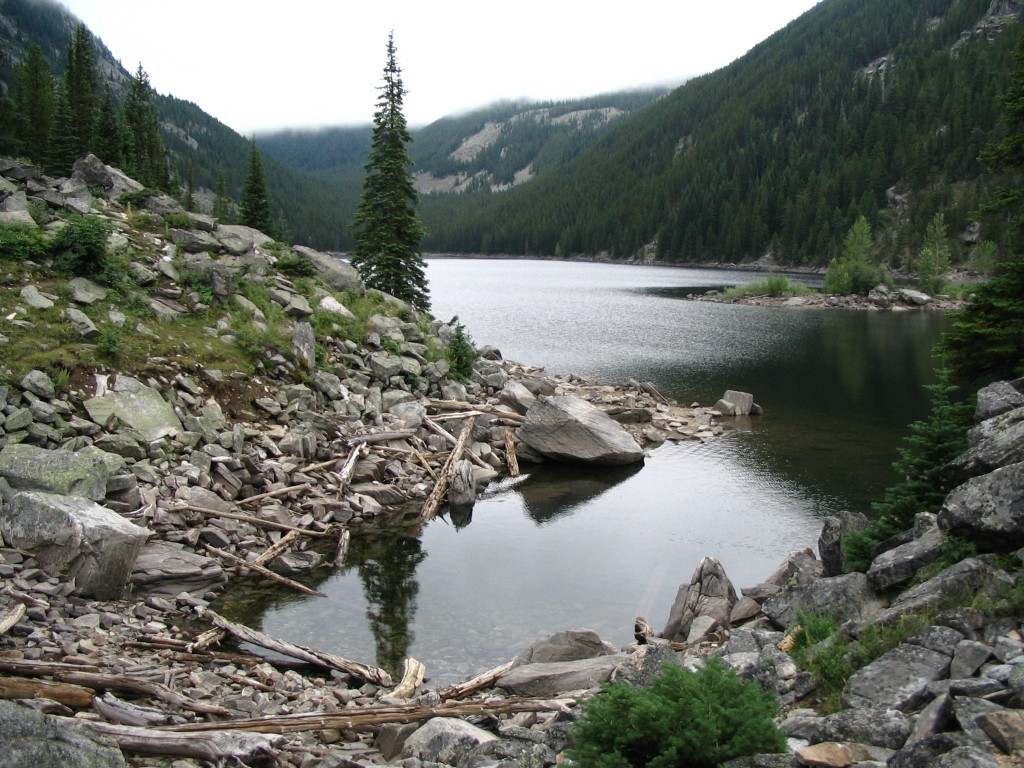
Jezioro Lava Lake w jednej z dolin Gallatin Range

Gallatin Range – pasmo górskie w USA, w łańcuchu Gór Skalistych, w południowej części stanu Montana (67 proc. powierzchni) i północnej części stanu Wyoming (pozostałe 33 proc. powierzchni). Należy do grupy pasm Greater Yellowstone Rockies (podgrupa Teton Range-Yellowstone Area). Jego południowa część leży w Parku Narodowym Yellowstone. Od wschodu ogranicza je rzeka Yellowstone, za którą znajduje się pasmo Absaroka Range, a od zachodu rzeka Gallatin River, za która znajduje się pasmo Madison Range. Na północ od Gallatin Range znajduje się miasto Bozeman. Na południu pasmo dochodzi do jeziora Yellowstone, na północnym krańcu kaldery Yellowstone.
Gallatin Range zajmuje powierzchnię 4 753 km² i rozciąga się na długości 134 km z północy na południe i 79 km ze wschodu na zachód.
Pasmo zbudowane jest ze skał metamorficznych i wylewnych skał magmowych. Z racji położenia na terenie wulkanicznym w dolinach południowej części Gallatin Range znajduje się kilka formacji termicznych, między innymi Mammoth Hot Springs.
Najwyższym szczytem jest Electric Peak (3343 m, 3350 m). Inne ważniejsze szczyty to: Mount Chisholm (3149 m), Mount Bole (3149 m), Bannock Peak (3149 m), Hyalite Peak (3139 m), Ramshorn Peak (3138 m), Overlook Mountain (3129 m), Mount Washburn (3122 m) i Quadrant Mountain (3113 m).
W południowej części pasma (na terenie Parku Narodowego Yellowstone) znajduje się specyficzny ekosystem objęty ochroną. Oprócz wilków, rosomaków i niedźwiedzi grizli pod ochroną znajduje się tu skamieniały las z epoki eocenu, prawdopodobnie zalany gorącą lawą 50 milionów lat temu. Wśród roślinności w dolinach przeważa świerk Engelmanna, daglezja zielona i trawy, w wyższych partiach tundra.
Główną miejscowością jest Mammounth Hot-Sprigs.
Nazwa pasma pochodzi od nazwiska Albert Gallatin – sekretarza stanu USA w latach 1801 – 1814.